# Franz Schreker
Franz Schreker (originalment Schrecker; 23 de març de 1878 - 21 de març de 1934) va ser un compositor, director d'orquestra, llibretista, professor i administrador austríac. Compositor principalment d'òperes, Schreker va desenvolupar un estil caracteritzat per la pluralitat estètica (una barreja de romanticisme, naturalisme, simbolisme, impressionisme, expressionisme i Neue Sachlichkeit), experimentació tímbrica, estratègies de tonalitat estesa i concepció del teatre musical total en la narrativa del segle xx.

## Anys de formació
Va néixer com a Franz Schrecker a Mònaco, era fill gran del fotògraf de la cort jueva bohèmia Ignaz Franz Schrekker (germanitzat d'Ignácz Furencz, originalment Isak), i la seva dona, Eleonore von Cloßmann, que era membre de l'aristocràcia catòlica d'Estíria. Va créixer durant els viatges per mitja Europa i, després de la mort prematura del seu pare, la família es va traslladar de Linz a Viena (1888) on el 1892, amb l'ajuda d'una beca, Schreker va ingressar al Conservatori de Viena. Començant amb els estudis de violí, amb Sigismund Bachrich i Arnold Rosé, es va traslladar a la classe de composició de Robert Fuchs, graduant-se com a compositor l'any 1900. El seu primer èxit va ser amb l'Intermezzo per a cordes, op. 8, que va guanyar un important premi patrocinat per la "Neue musikalische Presse" l'any 1901. La seva primera òpera, Flammen, es va acabar el 1902 però no va rebre una producció escènica.

## Llançament de carrera
Schreker havia començat a dirigir l'any 1895, quan havia fundat el "Verein der Musikfreunde Döbling". El 1907 va formar el Cor Filharmònic de Viena, que va dirigir fins al 1920: entre les seves nombroses estrenes hi havia el Salm XXIII de Zemlinsky i el "Friede auf Erden" i "Gurre-Lieder" de Schönberg. Schreker i altres compositors, com Schoenberg i Zemlinsky, van ser influents durant el moviment Jugendstil, que va incorporar estils no occidentals inspirats en l'Antic Egipte i l'Extrem Orient.
La seva "pantomima", Der Geburtstag der Infantin, encarregada per la ballarina Grete Wiesenthal i la seva germana Elsa per a l'obertura de la Kunstschau de 1908, va cridar per primera vegada l'atenció sobre el seu desenvolupament com a compositor. L'èxit de l'empresa va ser tal que Schreker va compondre diverses obres més relacionades amb la dansa per a les dues germanes, com Der Wind, Valse lente i Ein Tanzspiel (Rokoko).

## Èxit a l'òpera
El novembre de 1909 es va estrenar tempestuosa el complex interludi orquestral (titulat Nachtstück) de Der ferne Klang, l'òpera en la qual treballava des del 1903. El 1912, la primera representació de l'òpera completa a Frankfurt va consolidar la seva fama. El mateix any, el director Wihelm Bopp va oferir a Schreker un nomenament provisional de professor al Conservatori on Schreker havia estudiat, ara l'Acadèmia de Música de Viena. A principis de 1913 va ser nomenat professor titular. Schreker va escriure el seu propi llibret per a totes les seves òperes madures.
Aquest avenç anuncia una dècada de gran èxit per al compositor. La seva següent òpera, Das Spielwerk und die Prinzessin, que es va estrenar simultàniament a Frankfurt i Viena el 15 de març de 1913 va ser menys ben rebuda (l'obra va ser revisada posteriorment com a 'Mysterium' en un acte titulat simplement Das Spielwerk el 1915), però l'escàndol que va provocar aquesta òpera a Viena només va servir per donar a conèixer més el nom de Schreker.

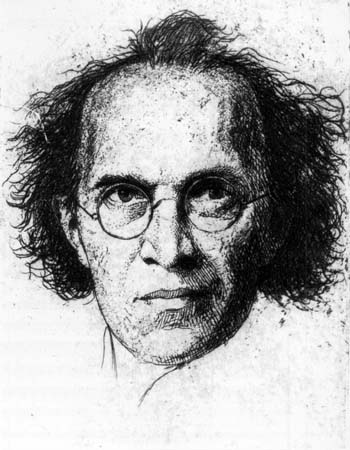
Schreker en una litografia de Heinrich Gottselig, ca. 1922

L'esclat de la Primera Guerra Mundial va interrompre l'èxit del compositor, però amb l'estrena de la seva òpera Die Gezeichneten, a Frankfurt el 25 d'abril de 1918, Schreker va passar a les primeres files dels compositors d'òpera contemporanis. La primera representació de Der Schatzgräber a Frankfurt el 21 de gener de 1920 va ser el punt àlgid de la seva carrera. La Simfonia de Cambra, composta entre les dues òperes per a la facultat de l'Acadèmia de Viena el 1916, va entrar ràpidament al repertori i segueix sent l'obra més interpretada de Schreker avui dia.
El març de 1920 va ser nomenat director de la "Hochschule für Musik" de Berlín i entre 1920 i 1932 va impartir una àmplia formació musical en diferents temes amb Berthold Goldschmidt, Alois Hába, Jascha Horenstein, Julius Bürger, Ernst Krenek, Artur Rodzilński, Zdenka Ticharich i Grete von Zieritz comptant entre els seus alumnes.

## Fi de carrera
La fama i la influència de Schreker van estar al màxim durant els primers anys de la República de Weimar, quan va ser el compositor d'òpera viu més interpretat després de Richard Strauss. La decadència de la seva fortuna artística va començar amb la recepció mixta que va rebre Irrelohe a Colònia el 1924 amb Otto Klemperer i el fracàs de Der singende Teufel, donat a Berlín el 1928 amb Erich Kleiber.
Els desenvolupaments polítics i la propagació de l'antisemitisme també van ser factors que van contribuir, tots dos van anunciar el final de la carrera de Schreker. Les manifestacions de la dreta van embrutar l'estrena de Der Schmied von Gent a Berlín el 1932 i la pressió nacionalsocialista va obligar a cancel·lar l'estrena programada de Christophorus a Friburg el 1933 (l'obra es va representar finalment allà el 1978). Finalment, el juny de 1932, Schreker va perdre el càrrec de director de la Musikhochschule de Berlín i, l'any següent, també el de professor de composició a l'Akademie der Künste.
Durant la seva vida va passar de ser aclamat com el futur de l'òpera alemanya a ser considerat irrellevant com a compositor i marginat com a educador. Després de patir un ictus el desembre de 1933, va morir a Berlín el 21 de març de 1934, dos dies abans del seu 56è aniversari.
Tot i que Schreker va estar influenciat per compositors com Richard Strauss i Richard Wagner, el seu estil madur mostra un llenguatge harmònic molt individual, que, tot i que és àmpliament tonal, està flexionat amb passatges cromàtics i politonals. Schreker també es va inspirar musicalment en el seu amic íntim Arnold Schönberg amb l'ús de l'estil expressionista.
El Tercer Reich va prohibir la música de Schreker juntament amb la de molts altres compositors d'origen jueu. La seva mort prematura el 1934 als 55 anys, juntament amb la prohibició nazi, van impedir que la música de Schreker s'expandís fora de l'Europa de parla alemanya.

## Reputació avui
Després de dècades en l'obscuritat, Schreker ha començat a gaudir d'un renaixement considerable de la reputació al món de parla alemanya i als Estats Units. El 2005 el Festival de Salzburg va muntar una producció incompleta de Die Gezeichneten, dirigida per Kent Nagano (i filmada), i el Museu Jueu de Viena va presentar una exposició dedicada a la seva vida i obra. Les noves produccions de Der ferne Klang es van presentar a la "Staatsoper Unter den Linden" de Berlín i a l'Òpera de Zúric el 2010, així com a teatres d'òpera més petits d'Alemanya. Irrelohe es va representar a la Volksoper de Viena el 2004, a l'Òpera de Bonn el novembre de 2010 i després es va representar per primera vegada a França a l'Òpera Nacional de Lió el març de 2022. A principis d'aquell any es va representar una òpera de Schreker als EUA per primera vegada, Die Gezeichneten a l'òpera de Los Angeles; i mesos després va venir un segon: Der ferne Klang durant el "Bard Summerscape Festival".

## Obres

### Òperes
- Flammen, Op. 10 (1901/02)
- Der ferne Klang (1903–1910)
- Das Spielwerk und die Prinzessin (1908; 1909–1912); revised as Das Spielwerk (1915)
- Die Gezeichneten (1911; 1913–1915)
- Der Schatzgräber (1915–1918)
- Irrelohe (1919–1922)
- Der singende Teufel (1924; 1927–1928)
- Christophorus (oder Die Vision einer Oper) (1925–1929)
- Der Schmied von Gent (1929–1932)[9]

## Orquestrals
| - 1896: Cançó d'amor per a orquestra de corda i arpa (perduda) - 1899: Scherzo (inèdit) - 1899: Simfonia en la menor, op. 1 (inèdit, moviment final perdut) - 1900: Intermezzo per a orquestra de corda, op. 8 (incorporat posteriorment a la Suite romàntica) - 1900: Scherzo per a orquestra de corda - 1902-1903: Ekkehard: Obertura simfònica, op. 12 - 1903: Suite romàntica, op. 14 - 1904: Obertura fantàstica, op. 15 - 1906–1907: Peça nocturna (de l'òpera El so llunyà) - 1908–1910: Der Geburtstag der Infantin: Dansa-pantomima per a orquestra de cambra basada en The Birthday of the Infanta d'Oscar Wilde - 1908: Festival vals i vals intermezzo - 1908: Valse lente - 1908–1909: Una obra de dansa (rococó) - 1913: Preludi d'un drama - 1916: Simfonia de cambra | - 1909/1922: Fünf Gesänge per a veu baixa i orquestra (T: Nits d'Àrabs, Edith Ronsperger) - 1922: Interludi simfònic (de l'òpera The Treasure Digger) - 1923: L'aniversari de la infanta: Suite per a gran orquestra - 1923/1927: Of Eternal Life per a soprano i orquestra (T: Walt Whitman) - 1928: Petita Suite per a petita orquestra - 1929-1930: Quatre peces petites per a gran orquestra - 1932-1933: La dona d'Intafernes: Melodrama per a locutor i orquestra (T: Eduard Stucken) - 1933: Rapsodia hongaresa núm. 2 (Liszt) – transcrit per a orquestra - 1933: Preludi d'una gran òpera "Memnon" |

### Música coral
- 1900: Salm 116 per a cor de dones de 3 parts, orquestra i orgue, op. 6
- 1902: Schwanensang per a cor mixt i orquestra, op. 11 (T: Dora Leen)

### Música de cambra
- 1898: Sonata per a violí i piano
- 1909: Der Wind per a clarinet, trompa, violí, violoncel i piano

Editorial principalEdició Universal